# Pierre Gallien
Pierre Gallien, né le 19 octobre 1911 au Perreux-sur-Marne et mort le 28 mai 2009 à Barcelone, est un coureur cycliste français.
Professionnel de 1935 à 1939, il a remporté une étape du Tour de France 1939. Il fut le plus vieux vainqueur d'étape du Tour de France encore en vie, avant sa mort en 2009.

## Décoration
- Médaille d'honneur de la jeunesse et des sports (1958)[2]

## Palmarès

### Palmarès amateur
- 1932
  - Paris-Sens
- 1934
  - 3e du Grand Prix de Torcy

### Palmarès professionnel
- 1936
  - Tour de Roumanie :
    - Classement général
    - 6e, 9e et 10e étapes[3]

- 1937
  - 8e du Tour de France

- 1939
  - 6e étape du Tour du Maroc
  - 13e étape du Tour de France

### Résultats sur le Tour de France
3 participations
- 1937 : 8e
- 1938 : 15e
- 1939 : 16e, vainqueur de la 13e étape